# 実空車表示器
実空車表示器（じっくうしゃひょうじき）とは、日本のタクシーで車内前方に設置されている表示器のことである。スーパーサイン、ウインドウサイン、またはタリフともいう。

## 概要
かつてタクシーメーターが機械式であったころはレバーで操作する方式であり、空車であればレバーが上がっていることで車外前方から視認することができた。タクシーメーターの電子化に伴い、別途車両の状態を表示する機器が必要とされたことから登場した。背面である車内側には乗務員証を差し込むことができるようになっている。
当初は電照式で、表示できる内容は極めて限られた内容のみ（実車と空車、割増と空車と回送、等。特に実車と空車を表示するものはいずれも2文字分使うのに対し、3種類の場合は空車のみ2文字分使う）しか表示できなかった。次いで、幕式のものが登場し方向幕の要領で4種類を超える複数の表示ができるようになった。その後、LED式のものが登場したことで運用する事業者に応じた表示のカスタマイズがしやすくなった一方、当初は赤色と黄緑色の発光体で赤・黄緑とそれらを組み合わせた橙色の表示のみしか表示できず、幕式時代より実質的に表示色が減った。青色を発光体に含むようになり7色表示ができるようになり、再び表示色が幕式同様に戻りつつある。また、筐体が薄型化されるようになったことで、それまでダッシュボード上に設置されることが多かったのが天井から吊り下げることが可能になっている。
社名表示灯の制御機能を内包する機種もあり、その場合タクシーメーターの状態に応じて空車時に点灯させ、それ以外の状態では消灯するように制御できる。

## 表示
基本的にはタクシーメーターに連動して変わる。
空車
賃走・実車
割増
支払
高速
迎車
予約・予約車
回送
自家使用（個人タクシー用機種）
なお、本記事冒頭にある写真の機種の場合、空車表示中に回送ボタンを押すと回送に、賃走・実車もしくは割増表示中に回送ボタンを押すと予約あるいは予約車を表示する。

## メーカー
日本の実空車表示器の製造メーカーは、下記4社である。うち、岡部メーター製造およびニシベ計器製造所はタクシーメーターも製造している。
- 岡部メーター製造[2]
- ニシベ計器製造所[3]
- ニッコー[4]
- 日立興業[5]